# Giacomo Meyerbeer
Giacomo Meyerbeer (Tasdorf, 1791. szeptember 5. – Párizs, 1864. május 2.) német zeneszerző, korának legnépszerűbb operaszerzője, a francia opéra grande legnagyobb mestere.

## Élete
Tehetős zsidó családba, utazókocsin született Jakob Liebmann Beer néven. Apja, Jacob Judah Herz Beer befolyásos cukorgyáros és kereskedő volt, anyja, Amalia Liebmann Meyer Wulff bankárcsaládból származott. Tasdorfi otthonuk az előkelőségek kulturális központjának számított, a gyerekek is gondos nevelésben részesültek (testvérei: Wilhelm Beer csillagász, Michael Beer költő). Olyan rangos tanárai voltak (Muzio Clementi, Carl Friedrich Zelter, Georg Joseph Vogler stb.), akik főrangú gyerekeket is oktattak. Gyorsan haladt a zenei tanulmányokban, és 18 éves korában már be is mutatták Gott und die Natur című kantátáját Berlinben, majd Jephtas Gelübte című operáját Münchenben. A királyi operaház balettmesterével közösen színpadra állítottak egy balettpantomimet, Der Fischer und das Mildmädchen címmel.
1810-ben Darmstadtban folytatta zenei tanulmányait Vogler abbénál. 1813-as, Alimelek című operáját több városban is bemutatták, Bécsben Wirth und Gast címen. Zeneműveit általában nem fogadták kitörő lelkesedéssel, de nem számítottak bukásnak sem. Zongoristaként is felhívta magára a figyelmet. 1814-ben hesseni udvari zeneszerző lett. A következő évben párizsi és londoni zenei tanulmányutakon járt, de barátja, Antonio Salieri az olasz opera felé fordítja figyelmét. 1816-ban ezért Velencébe utazott, ahol egyértelműen Rossini hatása alá került, és következő operáit ebben a stílusban írta. Padovában mutatták be a Romilda e Costanza (1818), Velencében az Emma di Resburgo (1820) operáit, majd a Margherita d'Anjouval Torinóban (1820), és az Il crociato in Egittóval Milánóban (1824) már komoly sikert aratott. Utóbbit Londonban és Párizsban is bemutatták, és ekkoriban ismerkedett meg későbbi szövegírójával, a már akkor is neves Eugène Scribe-bel. Berlinben találkozott régi iskolatársával, Weberrel, aki kifogásolta, hogy német létére túlságosan olasszá vált. Maga Meyerbeer is úgy gondolta, hogy lassan szakítania kell az olasz stílusú operával, ezért – Auber Portici némáját mintának tekintve – 1827-ben nekilátott a Robert di Diable (Ördög Róbert) című opéra grande megírásához (Scribe librettójára), noha eredetileg még opéra comique-nak szánták. Az 1831-es párizsi bemutató kirobbanó sikert hozott, a Revue Musicale a következőket írta kritikájában: „…a Robert di Diable zenéje nem egyszerűen M. Meyerbeer remekműve; fontos alkotás a művészetek történetében… Egyértelműen a jelenlegi német iskola élvonalába helyezi M. Meyerbeert.” A darabot Európa majdnem minden országában, összesen 77 operaházban mutatták be gyors egymásutánban, és az operáról kedvezően nyilatkozott Richard Wagner is. Meyerbeer ezután Párizsban telepedett le, és 1834-ben megkapta a Francia Becsületrendet.
1836-ra készült el Meyerbeer és Scribe új operája, a Les Hugenots (A hugenották) (Deschamps is beledolgozott a szövegbe). Az opera kétségkívül Meyerbeer életművének legjelentősebb darabja, cselekménye a katolikusok és a hugenották 16. századi konfliktusa idején játszódik. Akkora siker volt, hogy ez lett az első olyan opera, amelyet több mint százszor játszottak a párizsi Nagyoperában. A siker a következő operák bemutatása után sem maradt el. A Le Prophète (A próféta) 1849-es bemutatóján Liszt Ferenc is jelen volt, és lenyűgözte a darab, még zongora- és orgonadarabokat is írt a témájára, és igen jó véleménnyel volt Meyerbeerről, még Schumannal is összeveszett miatta. 1842-ben Berlinbe költözött, ahol IV. Frigyes Vilmos porosz király megbízásából – Gaspare Spontini utódaként – főzeneigazgatói állást töltött be. Itt írta 1844-ben Ein Feldlager in Schleisen (Sziléziai táborozás) című operáját. Közben folyamatosan írta Párizs számára újabb színpadi műveit, például az 1860-ban bemutatott Vasco da Gamát és másokat. Az operákon kívül más műfajban is alkotott, például öccsének, Michael Beernek Struensee című szomorújátékához irt zenét, indulót szerzett Schiller születésének 100. évfordulójára, kantátákat, románcokat, kórusokat stb. írt. Utolsó operája az 1865-ben, már a halála után bemutatott L’africaine (Az afrikai nő) volt. A halál egy párizsi út során érte, de Berlinben temették el.

## Jelentősége
Meyerbeer zenei jelentőségét meglehetősen vegyesen ítéli meg az utókor. Abban megegyeznek az írások, hogy zseniális komponistáról van szó, hangszerelésének gazdagsága, a dallamfolyás hol olaszos áradozása, hol franciás bája, máskor a németesen sűrű szövete is ezt igazolja. Ugyanakkor az is kétségtelen, hogy a drámai cselekmény kidolgozását sokszor megszakítják zenei „látványelemek”, a kiszámított sikerhajhászás motívumai. Hatása kora kisebb jelentőségű zeneszerzőire elvitathatatlan, de „színpadi és orkesztrális technikája Wagnerre és Verdire is jelentős hatással volt. Az Auber, Rossini és Spontini által kezdeményezett francia nagyoperai stílusnak Meyerbeer a betetőző mestere.”

## Művei

### Operák
- Jephtas Gelübte, 1812
- Wirth und Gast vagy Alimelek, 1813
- Romilda e Costanza, 1817
- Semiramide riconosciuta, 1819
- Emma di Resburgo, 1819
- Margherita d’Anjou, 1820
- L’Esule di Granata, 1822
- Il crociato in Egitto, 1824
- Robert le Diable, 1831
- Les Huguenots, 1836
- Ein Feldlager in Schlesien, 1844
- Le Prophète, 1849
- L’Étoile du Nord, 1854
- Dinorah vagy Le Pardon de Ploërmel, 1859
- Vasco da Gama, 1860
- L’Africaine, 1865

### Egyéb művek
- Gott und die Natur, oratórium, 1811
- Esz-dúr klarinétkvintett, 1813
- Gli Amori di Teolinda, dramatikus kantáta, 1815
- Fantázia klarinéte vonósnégyesre, 1839
- Struensee, kísérőzene, 1846
- Pater noster, vegyeskarra, 1857
- Schiller-induló, 1859
- Ünnepi nyitány, 1862
- Négy fáklyástánc, királyi esküvőre